# Генрих II (король Франции)
Генрих II (фр. Henri II, 31 марта 1519[…], Сен-Жерменский дворец, Королевство Франция — 10 июля 1559, Турнельский дворец, Королевство Франция) — король Франции с 31 марта 1547 года, второй сын Франциска I от брака с Клод Французской, дочерью Людовика XII, из Ангулемской линии династии Валуа.

## Престолонаследник
При рождении получил титул герцога Орлеанского. В 1526—1529 годах Генрих находился вместе со старшим братом дофином Франциском вместо отца при дворе короля Карла V Испанского в качестве заложника.
В 1533 году Генрих вступил в брак с Екатериной Медичи. Брак, принесший 10 детей, не был счастливым: Генрих с юности был страстно влюблен в придворную даму Диану де Пуатье, которая была старше его по возрасту, однако на протяжении почти 25 лет сохраняла власть над сердцем сначала принца, а затем и короля.
В 1536 году Генрих стал наследником престола, дофином и герцогом Бретонским после смерти старшего брата. В 1542 году дофин принял начальство над армией, которая осаждала Перпиньян.

## Царствование
В своё царствование он огнём и мечом преследовал усиливавшийся в стране протестантизм. Войну с Англией он продолжал после смерти отца и окончил её в 1550 году возвращением Булони. Перестал созывать Генеральные штаты.

### Война с империей
Уже в 1548 году он снова находился с Карлом V в едва скрываемой вражде. Не встречая препятствий со стороны Англии, он вступил в союз с немецкими протестантами. В то время как Мориц Саксонский изменил Карлу V, Генрих внезапно напал на Лотарингию, завоевал Туль и Верден и занял Нанси; французам удалось захватить и Мец, но нападение на Страсбург было отбито. Карл V осадил со значительным войском Мец, где мужественно и успешно защищался герцог Гиз. В 1554 году Генрих выставил 3 армии, которые опустошили Артуа, Геннегау и Льеж и разбили неоднократно имперские войска.

### Итальянские войны
В Италии Генрих также вёл войну с 1552 года. Его маршал Бриссак с успехом действовал в Пьемонте. Франко-турецкий флот должен был участвовать в завоевании Неаполя; но эта попытка не удалась. В 1556 году было заключено 5-летнее перемирие с императором; но папа Павел IV решил, что французский двор вправе нарушить это перемирие, и уже в следующем году герцог Гиз двинулся в Италию для завоевания Неаполя. Предприятие это окончилось полной неудачей.

### Война с Испанскими Нидерландами
Ещё с меньшим успехом Генрих вёл войну на нидерландской границе. Коннетабль Монморанси, поспешив на помощь осаждённому Сен-Кантену, потерпел поражение и вместе с лучшей частью французской аристократии был захвачен испанцами в плен. Правда, в 1558 году Гизу удалось отнять у англичан Кале и захватить крепость Тионвиль, но поражение при Гравелингене остановило успехи французов. По заключённому в Като-Камбрези миру Генрих принуждён был возвратить Пьемонт и оставил за собой только Кале. Особая статья договора обязывала Генриха преследовать евангелическую церковь; для укрепления дружественных уз Генрих выдал свою старшую дочь замуж за Филиппа II.

## Смерть
Летом 1559 года в честь свадьбы дочери и заключения Като-Камбрезийского мира Генрих устроил в столице рыцарский турнир. 29 или 30 июня, в один из дней турнира, Генрих принял участие в поединке. Он вступил в бой с графом Монтгомери, причём копьё графа сломалось о панцирь противника при очередном ударе.
По свидетельству одного из очевидцев Франсуа де Вьевиля, виновником инцидента был именно неловкий Монтгомери, который удержал в руке крупный обломок расщеплённого копья, вместо того чтобы отбросить его в сторону, непроизвольно направив его королю прямо в забрало, ремешки которого порвались от удара.
По другой версии, осколки копья вонзились в лоб короля, а также попали в глаз случайно, после того как забрало его шлема приоткрылось. 10 дней спустя, 10 июля 1559 года, Генрих умер от этой раны, несмотря на помощь, оказанную пятью лучшими врачами того времени, включая мэтра Амбруаза Паре и анатома Андреаса Везалия. Вопреки его воле, увидеться со своей фавориткой Дианой де Пуатье перед смертью ему так и не удалось.
События, связанные с гибелью Генриха II, живописно описаны в двух романах Александра Дюма «Две Дианы» и «Паж герцога Савойского».

## Семья и дети
- Жена: (с 28 октября 1533 года) Екатерина Медичи (13 апреля 1519 — 5 января 1589), дочь Лоренцо II ди Пьеро де Медичи, герцога Урбинского и Мадлен де ла Тур. Она родила ему 10 детей:
  - Франциск II (1544—1560), король Франции с 1559 года.
  - Елизавета (1545—1568). Была сначала помолвлена с испанским престолонаследником Доном Карлосом, но затем выдана замуж за его отца Филиппа II. Эта сложная коллизия послужила основой для многих известных произведений, в том числе драмы Шиллера и оперы Верди «Дон Карлос».
  - Клод (1547—1575), жена герцога Лотарингии Карла III.
  - Людовик (1549—1550), герцог Орлеанский.
  - Карл IX (1550—1574), король Франции с 1560 года.
  - Генрих III (1551—1589), король Польши в 1573—1574 годах и король Франции с 1574 года.
  - Маргарита (1553—1615), «королева Марго», с 1572 года жена вождя французских протестантов будущего Генриха IV. Их свадьба стала прелюдией Варфоломеевской ночи. Разведены в 1599 году.
  - Франсуа (1555—1584), герцог Алансонский, затем Анжуйский.
  - Виктория (1556) (умерла в возрасте месяца).
  - Жанна (1556) — родилась мёртвой.

- Франциск II
- Елизавета
- Клод
- Людовик, Виктория и Жанна
- Карл IX
- Генрих III
- Маргарита
- Эркюль Франсуа

## В кино
- 1956 — «Диана» (США); режиссёр Дэвид Миллер, в роли Генриха II — Роджер Мур.
- 1961 — «Принцесса Клевская» (Франция); режиссёр Жан Деланнуа, в роли короля — Раймон Жером.
- 1994 — «Нострадамус» (Франция — Германия — Великобритания — Румыния), в роли Генриха II — Энтони Хиггинс
- 2013 — «Мария — королева Шотландии» (Швейцария — Франция); режиссёр Томас Имбах, в роли Генриха II — Штефан Эйхер.
- 2013—2017 — «Царство», (США), в роли Генриха II — Алан Ван Спранг.
- 2015 — сериал «Карлос, король и император» (Испания); в роли Генриха II — Альберто Амарилья.
- 2022 — сериал «Королева змей» (США); в роли Генриха II в юном и зрелом возрасте — Алекс Хит и Ли Инглби.
- 2022 — сериал «Диана Де Пуатье» (Франция); в роли Генриха II — Юго Беккер